# Federação de Futebol do Sri Lanka
A Federação de Futebol do Sri Lanka (em inglês:  Football Federation of Sri Lanka, FFSL) é o órgão dirigente do futebol do Sri Lanka, responsável pela organização dos campeonatos disputados no país, bem como os jogos da seleção nacional nas diferentes categorias.
Foi fundada em 1939 e é filiada à Federação Internacional de Futebol (FIFA) desde 1952 e à Confederação Asiática de Futebol (AFC) desde 1954. A sede fica localizada na cidade de Colombo, e Anura de Silva é o atual presidente da entidade.